# Bombattentatet i Centennial Olympic Park
Bombattentatet i Centennial Olympic Park var ett terroristdåd som ägde rum den 27 juli 1996 i Atlanta i Georgia under sommar-OS 1996 som pågick i staden. Två personer dödades och ytterligare 111 skadades. Det var det första av fyra bombattentat som Eric Rudolph skulle genomföra de närmaste två åren.
Centennial Olympic Park var en central plats under de olympiska spelen, och tusentals åskådare hade samlats för en konsert med bandet Jack Mack and the Heart Attack. Rudolph placerade ut tre rörbomber omgivna av spikar på undersidan av en bänk och lämnade sedan området. Den största rörbomben vägde över 15 kg och var den största rörbomben i USA:s historia.
Väskan med rörbomberna upptäcktes av säkerhetsvakten Richard Jewell på arenan som genast kontaktade polisen och började utrymma åskådare, och strax efter detta ringde Rudolph till polisen och berättade att han gömt en bomb, varpå arenan började evakueras. Klockan 01:20 exploderade bomben. En kvinna dödades direkt av bomben och ytterligare en man avled av en hjärtinfarkt då han sökte skydd. 111 människor skadades.

## Anklagelserna mot Richard Jewell
Richard Jewell hyllades först som en hjälte för att ha upptäckt bomben och hjälpt åskådare till säkerhet, men nyhetsorganisationer började rapportera att Jewell var möjlig misstänkt i bombdådet. Jewell var vid tidpunkten okänd för polisen och FBI ansåg att deras gärningsmannaprofil om en ensamvarg passade in efter att de fått ett tips från Jewells tidigare arbetsgivare vid Piedmont College. Jewell ansågs vara misstänkt men han arresterades aldrig. Hans hus genomsöktes av polisen och han blev utsatt för noggrann bakgrundskontroll. 
Jewell blev utsatt för intensiv uppmärksamhet och övervakning från media, inklusive ett medieuppbåd utanför hans hem.
Efter att Jewell rentvåddes från misstankar stämde han flera nyhetsbolag för förtal och krävde att de skulle ge honom en offentlig ursäkt. Jewell stämde även Piedmont Colleges universitetskansler för att ha gett en felaktig beskrivning av honom till polisen. I juli 2012 efter 15 år av rättegångar kom domen att mediernas beskrivning av Jewell som huvudmisstänkt i fallet var korrekt och att medierapporteringen gällde det faktum att han bara var misstänkt och polisutredningen mot honom.
Jewell avled 29 augusti 2007 vid 44 års ålder av diabetesrelaterade komplikationer. 
Händelserna kring Jewell skildras i den biografiska filmen Richard Jewell. 

## Eric Rudolph
Efter att Richard Jewell inte längre var misstänkt för bombningen erkände FBI att de inte hade några andra misstänkta och utredningen gjorde få framsteg fram till 1997. Det året skedde två bombdåd i Atlanta, ett mot en abortklinik och den andra mot en lesbisk nattklubb.
Bombkonstruktionen liknade bomben som användes i Centennial Olympic Park, vilket ledde utredarna till slutsatsen att bombdåden hade samma gärningsman.
Efter en bombning 1998 mot en abortklinik i Birmingham i Alabama, som dödade en polis och allvarligt skadade en sjuksköterska, fick FBI information om en registreringsskylt som till slut ledde dem till Eric Rudolphs identitet.
FBI inkluderade Rudolph på sin lista FBI Ten Most Wanted Fugitives. 
Efter flera år på rymmen så arresterades Eric Rudolph 13 maj 2003 i Murphy, North Carolina av en nyexaminerad polis som misstog Rudolph för en inbrottstjuv. 
2005 erkände sig Eric Rudolph skyldig till alla fyra bombdåden inklusive attacken i Centennial Olympic Park. Rudolph avtjänar för närvarande 4 livstidsstraff på ADX Florence.